# Eucalyptus unialata
Eucalyptus unialata là một loài thực vật có hoa trong Họ Đào kim nương. Loài này được R.T.Baker & H.G.Sm. mô tả khoa học đầu tiên năm 1912.